# Lamplugh
Lamplugh is een civil parish in het bestuurlijke gebied Copeland, in het Engelse graafschap Cumbria.
Lamplugh was vanaf de 12de eeuw de vestiging van de gelijknamige familie Lamplugh, soms gespeld als Lamplieu, die uit grondbezitters en politici bestond. Deze familie woonde in het landhuis Lamplugh Hall. Sinds de 15de eeuw leverden ze de schout van het graafschap Cumbria.